# Stay Tuned
Stay Tuned is een Nederlandse band bestaande uit Miucha Buursen (Amersfoort), Chiara Honkoop (Stolwijk), Niek Mensing (Utrecht) en Inkar Tynysbek. Ze zijn sinds 2024 actief en hebben op 16 november 2024 Nederland vertegenwoordigd op het Junior Eurovisiesongfestival 2024.

## Biografie
De vier leden deden allen afzonderlijk auditie voor het Junior Songfestival. Tijdens de onderverdeling werden de vier samen de groep Stay Tuned. Met het nummer Music wist de groep tijdens het nationale finale op 21 september 2024 met de zege aan de haal te gaan, waardoor ze Nederland mochten vertegenwoordigen op het Junior Eurovisiesongfestival 2024 in Madrid. Ze werden daar 10e.

## Discografie
| Singles  | Datum            | Opmerkingen                                                  |
| -------- | ---------------- | ------------------------------------------------------------ |
| Music    | 2 juli 2024      | Nederlandse inzending voor Junior Eurovisiesongfestival 2024 |
| Together | 21 februari 2025 |                                                              |